# Stora Fäsjön (Lena socken, Västergötland)
Stora Fäsjön är en sjö i Vårgårda kommun i Västergötland och ingår i Göta älvs huvudavrinningsområde. Sjön är 5,5 meter djup, har en yta på 0,162 kvadratkilometer och befinner sig 138 meter över havet.

## Delavrinningsområde
Stora Fäsjön ingår i det delavrinningsområde (643189-130997) som SMHI kallar för Ovan Kampetås Bäck. Medelhöjden är 108 meter över havet och ytan är 69,79 kvadratkilometer. Räknas de 22 avrinningsområdena uppströms in blir den ackumulerade arean 551,78 kvadratkilometer. Säveån som avvattnar avrinningsområdet har biflödesordning 2, vilket innebär att vattnet flödar genom totalt 2 vattendrag innan det når havet efter 68 kilometer. Avrinningsområdet består mestadels av skog (44 %), öppen mark (12 %) och jordbruk (40 %). Avrinningsområdet har 1,09 kvadratkilometer vattenytor vilket ger det en sjöprocent på 1,6 %.